# Resurrection (Common)
Resurrection is het tweede studioalbum van de Amerikaanse rapper Common. Het album is op twee tracks na geheel geproduceerd door No I.D.. In 1998 werd Resurrection door The Source opgenomen in de lijst van 100 beste rap-albums aller tijden.